# Fournès
Fournès is een gemeente in het Franse departement Gard (regio Occitanie). De plaats maakt deel uit van het arrondissement Nîmes. Fournès telde op 1 januari 2022 1.058 inwoners.

## Geografie
De oppervlakte van Fournès bedroeg op 1 januari 2022 17,66 vierkante kilometer; de bevolkingsdichtheid was toen 59,9 inwoners per km².

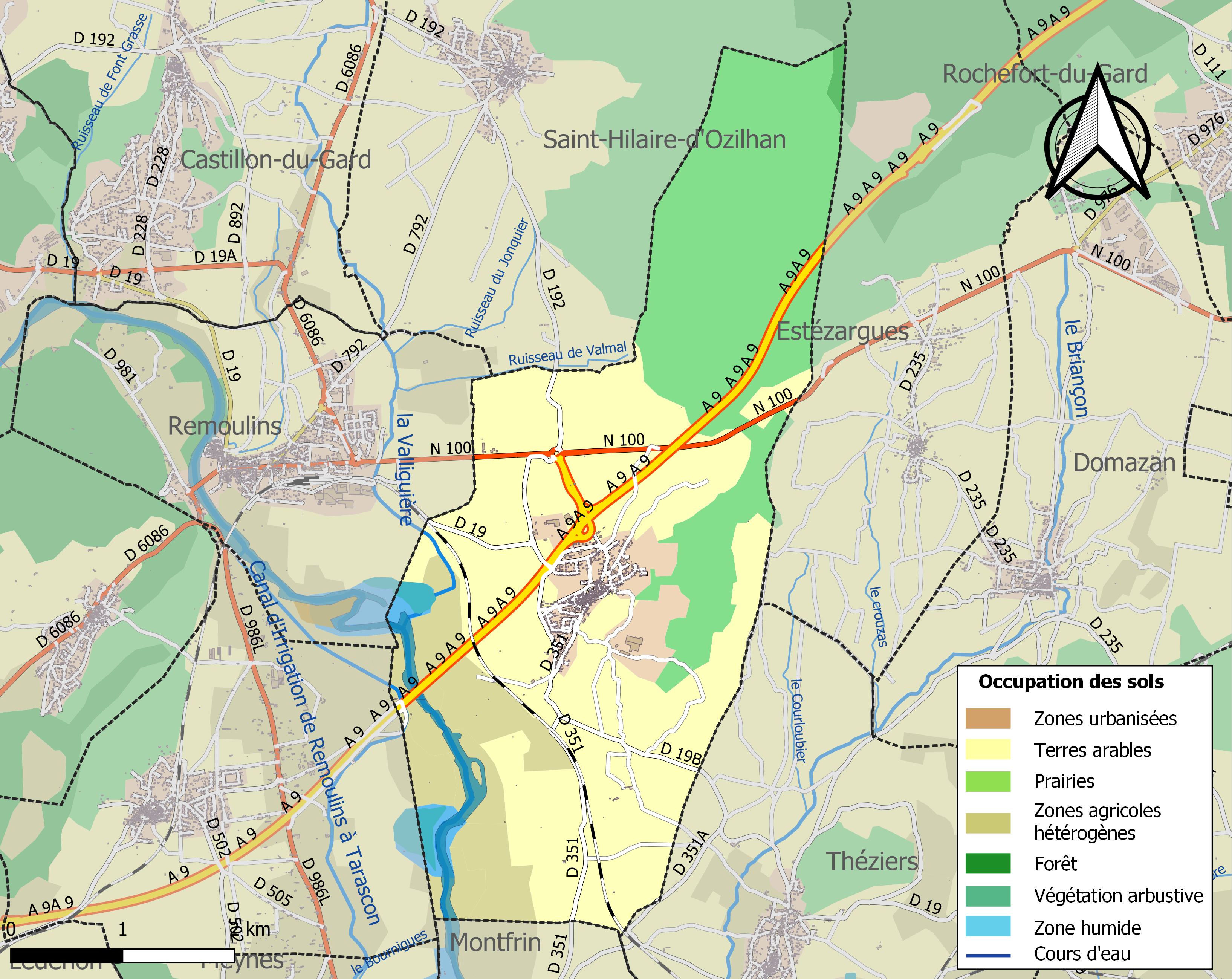
Kaart van de gemeente met belangrijkste infrastructuur, bodemgebruik en omliggende gemeenten

## Demografie
Onderstaande figuur toont het verloop van het inwonertal (bron: INSEE-tellingen).

## Afbeeldingen

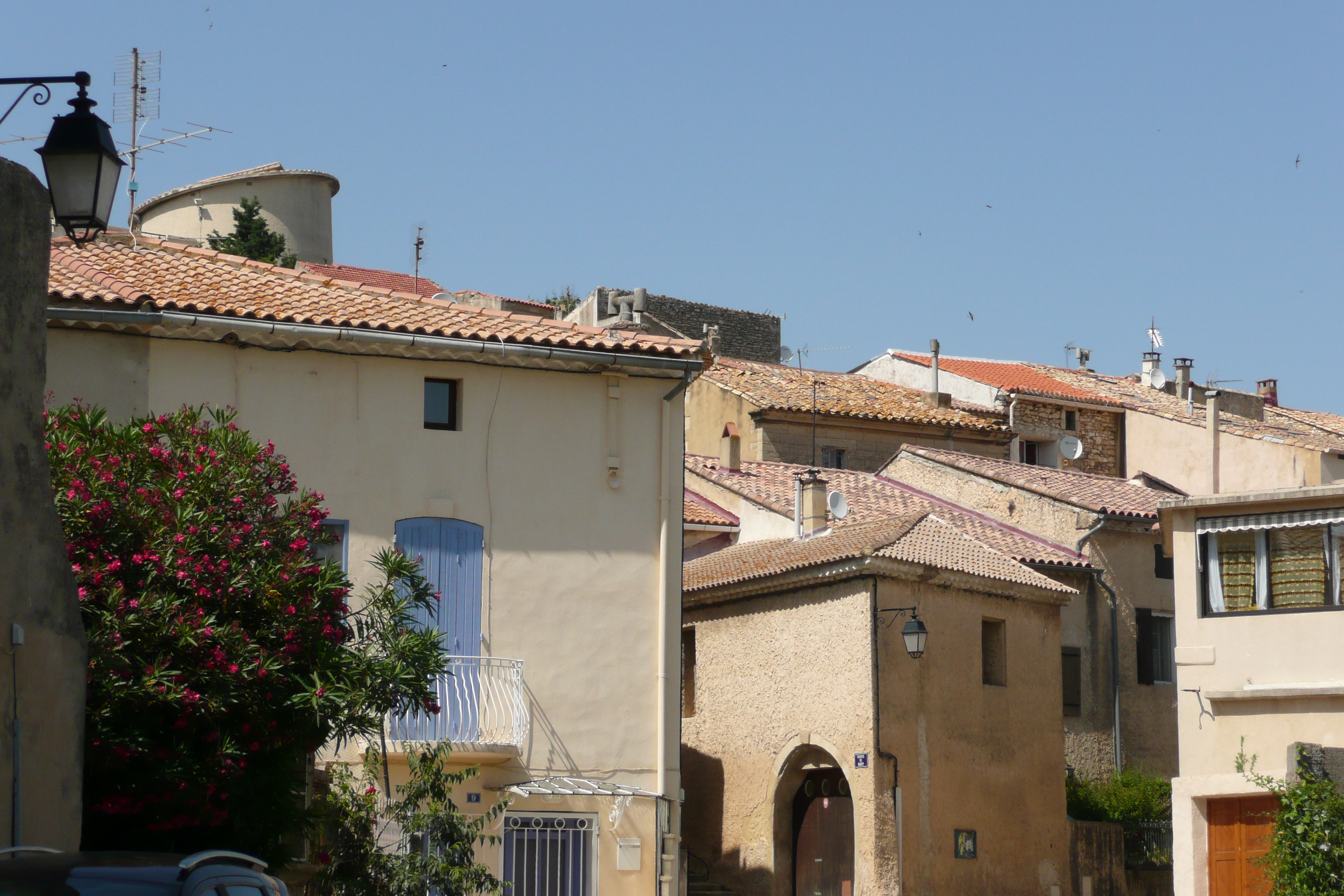
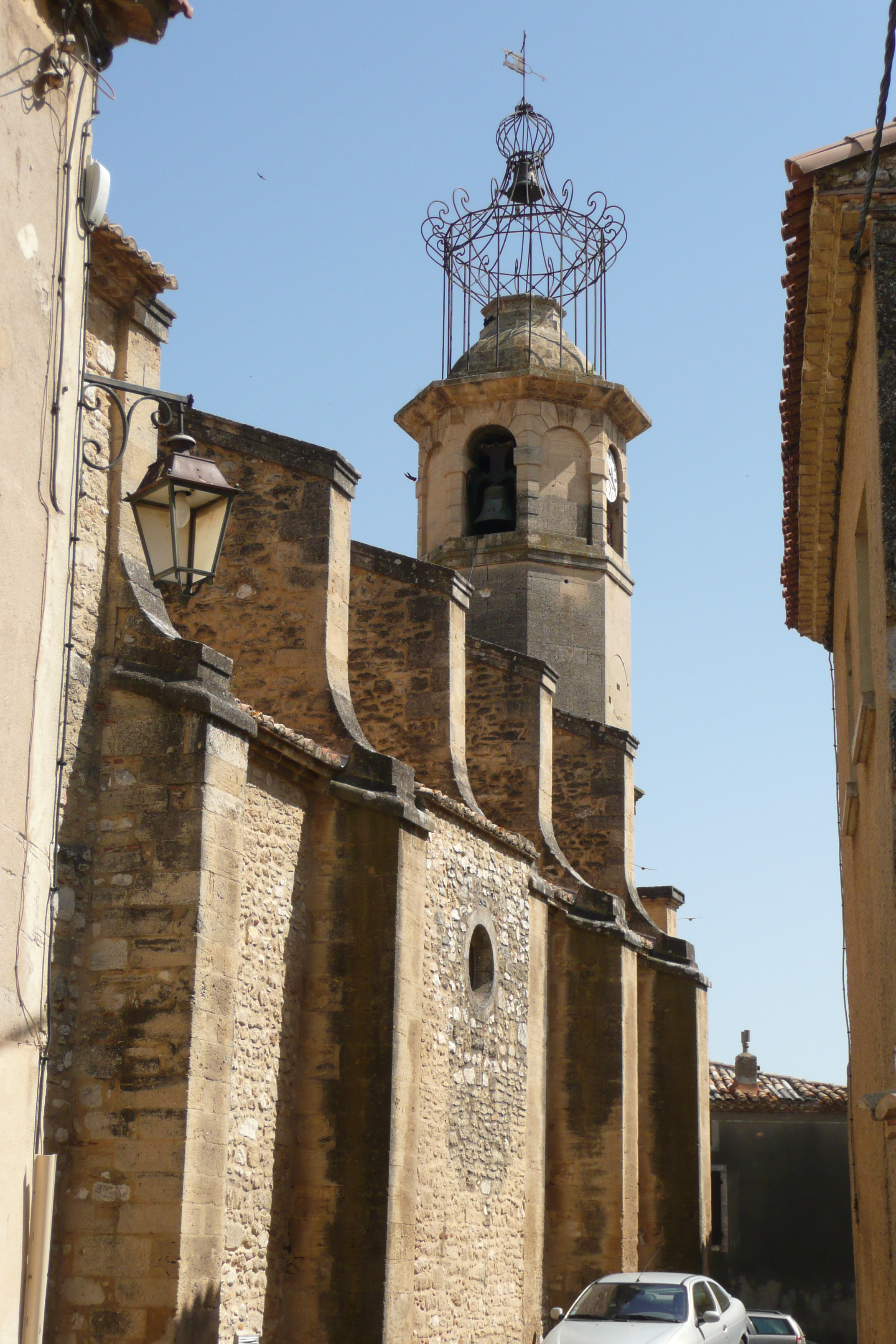
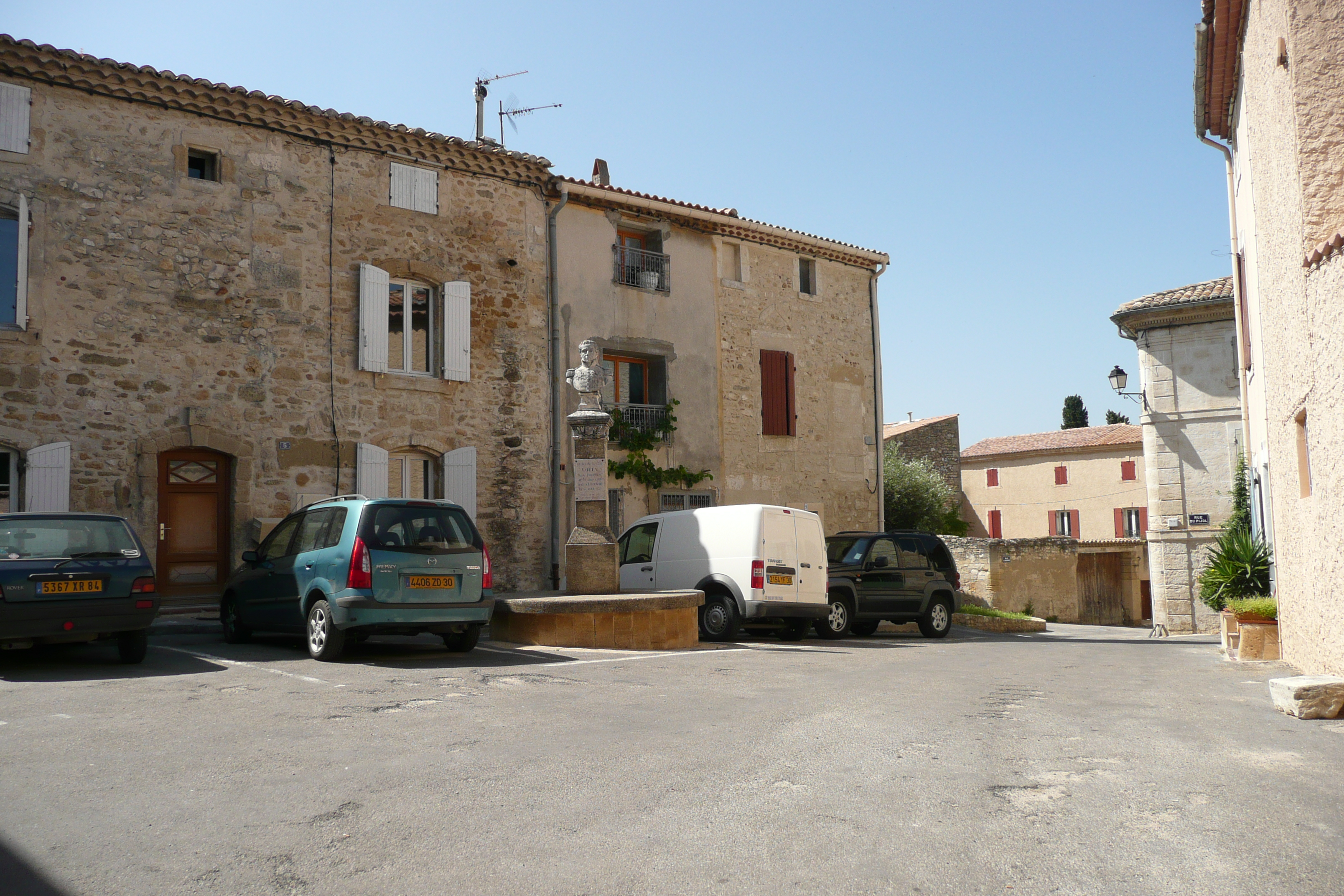